# روزنهايم
رُوزِنّهَايِم (بالألمانية: Rosenheim) هي مَدِينة في مُحافظة باڤارِيا العُليَا في وِلاَية باڤارِيا في جُمهُوريَّة أَلمَانيَا الاِتّحاديّة. تمتَاز المدِينَة بالعَدِيد من مَنازِل العُصُور الوسطَى، كَمَا توصِّف بإنها اللُّؤلُؤة في وادِي إِن. تَقَع مَدِينة رُوزِنّهَايِم جَنُوب مُحافظة باڤارِيا العُليَا على ضِفَافٌ نَهْر إِن الغربِيَة حيثُ يَلْتَقِي بنَهر مانغفال، في الجَنُوب الشرقِيّ من الدَّولة الحُرَّة باڤارِيا أَهمَّ المُدن الكُبرَى في شمال جِبال الأَلب جَنُوب أَلمَانيَا. باِرتِفاع 446 مِتر فَوق مُستَوَى سَطح اَلْبَحر، وبمِساحة تُقَدَّر بحَوالَي 37 كم².

## جغرافيا
تقع روزنهايم في وادي نهر إن على ارتفاع 446 مِتر.
المدينة هي نقطة تقاطع هامة للنقل بين ميونخ (حوالي 60 كم شمال غرب)، سالزبورغ (حوالي 80 كم شرق) وإنسبروك (حوالي 110 كم جنوب غرب) وكذلك ممر برينر نحو إيطاليا (حوالي 130 كم).تمر عبر روزنهايم خطوط السكك الحديدية ميونخ–سالزبورغ وميونخ–فيرونا/إيطاليا وكذلك خط السكة الحديدية النمساوي العابر سالزبورغ–إنسبروك. بالقرب من المدينة يوجد تقاطع طريق سريع وادي إن، حيث يتفرع الطريق السريع وادي إن عن طريق ميونخ–سالزبورغ.

## التاريخ
كانت المدينة بالفعل في العصور الوسطى نقطة تقاطع طرق وموقعًا اقتصاديًا، وحصلت مبكرًا على حق السوق وتطورت من مدينة للملح والسكك الحديدية إلى مدينة للخشب والتعليم العالي في الوقت الحالي.كان الموقع على المحاور المرورية الهامة حاسمًا لتطور المدينة.

### بونس آيني
كان نهر إن ووادِي إِن المتصل بهما حاسمين لاستيطان المنطقة. بالفعل في العام 15 قبل الميلاد، وصل الرومان بقيادة دروسوس وتيبيريوس إلى هذا الموقع.

## المُدن التَّوأَم لرُوزِنّهَايِم
تربط رُوزنهَايِم عَلاقة توأمة مُدنٌ مَع المُدن التّالِية :
- فرنسا : مَدِينة بريانسو.
- اليابان : مَدِينة إيشيكاوا.
- إيطاليا : مَدِينة لازيسي.[4]

## صُوّر

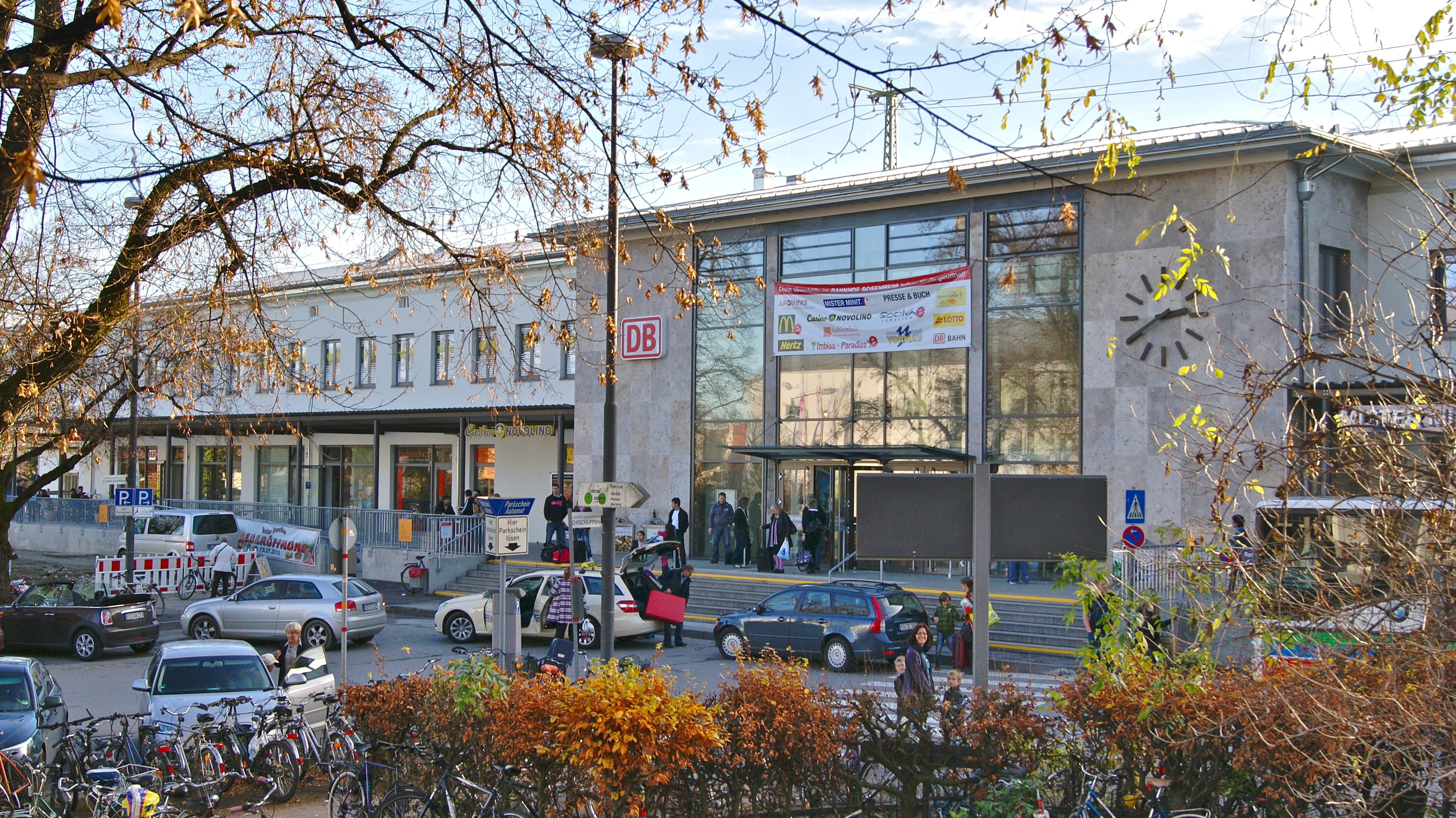
مَحَطّة قِطارات رُوزِنّهَايِم.
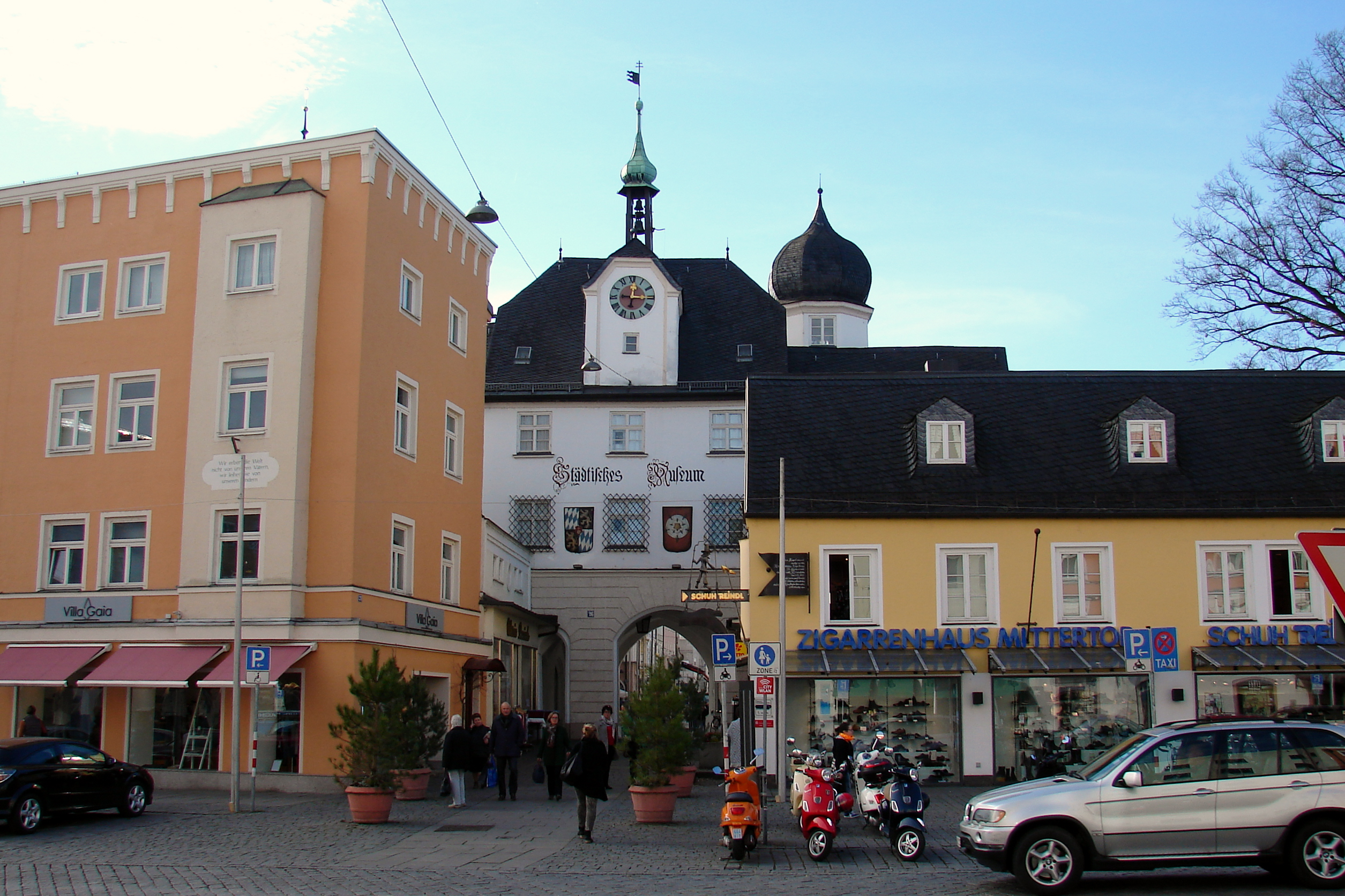
بوّابة رُوزِنّهَايِم التّاريخيّة من القَرن الرّابِع عشّر للمِيلاَد.
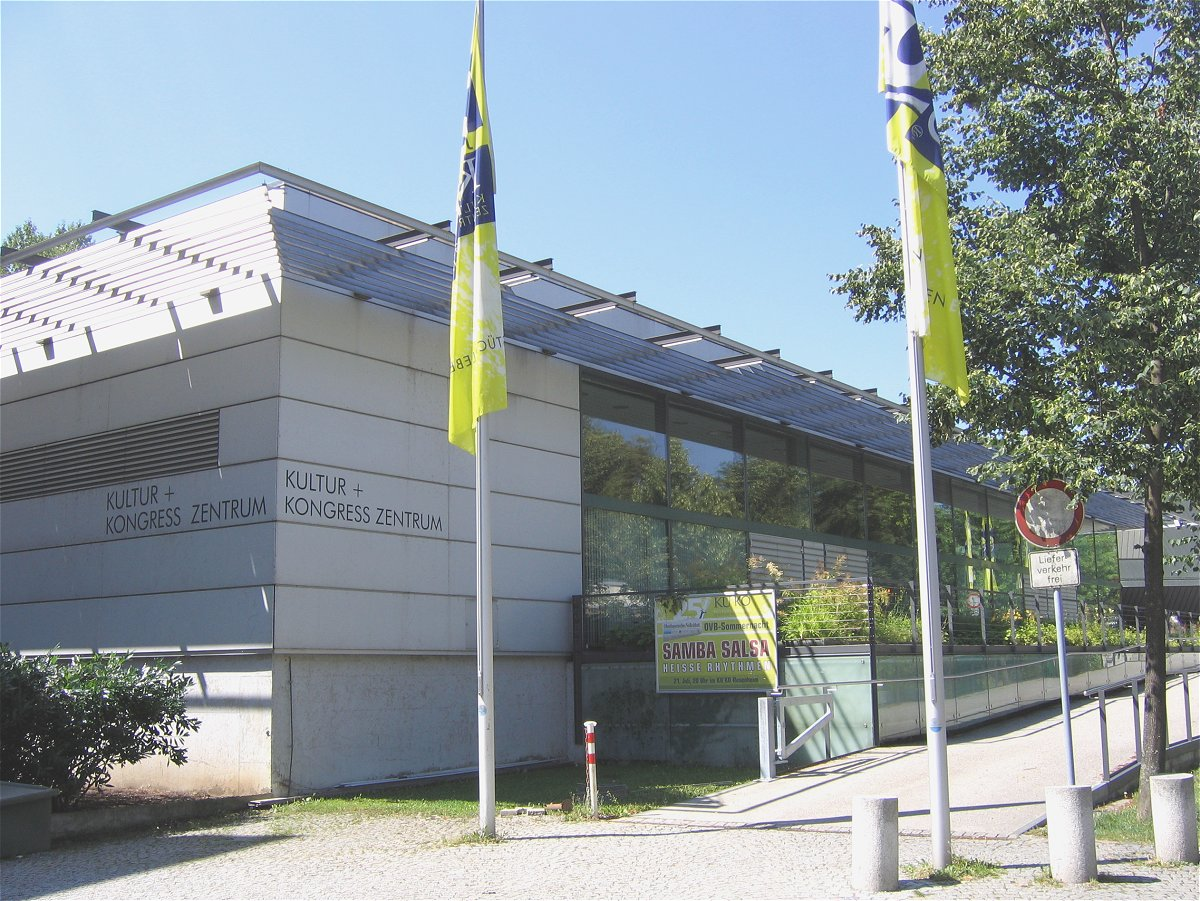
مَرْكَز الثَّقافة والمُؤتمرات.
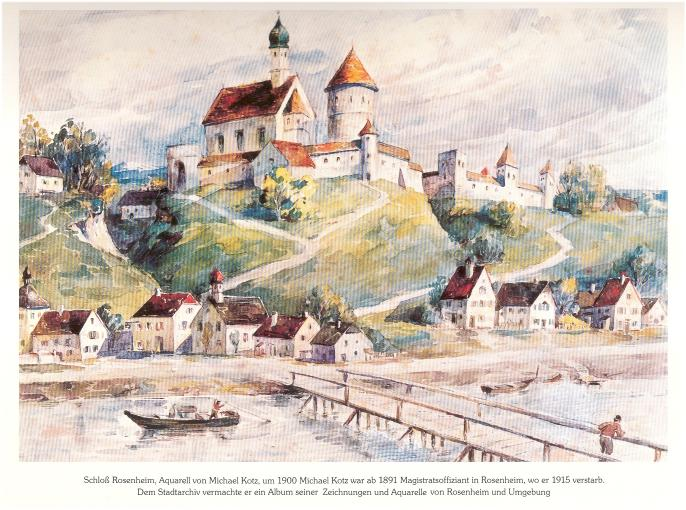
قَصر رُوزِنّهَايِم من القَرن الثّانِي عشّر للمِيلاَد (بِريشةِ مايكِل كُوتز 1900م).

## انظُر أيضاً
- باڤارِيا.
- باڤارِيا العُليَا.
- قائِمة مُدن أَلمَانيَا.

## أعلام
- روبرت مولر
- جورج دزوندزا
- هيرمان غورينغ
- فرديناند بيتش
- نوربرت إيدر
- لارس بيندر
- كارل وولف
- سفين بيندر

## مَراجع
1. ↑  "Alle politisch selbständigen Gemeinden mit ausgewählten Merkmalen am 31.12.2018 (4. Quartal)" (بالألمانية). Statistisches Bundesamt. Archived from the original on 2019-03-10. Retrieved 2019-03-10.
2. ↑  Alle politisch selbständigen Gemeinden mit ausgewählten Merkmalen am 31.12.2023 (بالألمانية), Statistisches Bundesamt, 28. Oktober 2024, QID:Q131220759, Archived from the original on 17 November 2024 {{استشهاد}}: تحقق من التاريخ في: |publication-date= (help)
3. ↑   https://www.destatis.de/DE/Themen/Laender-Regionen/Regionales/Gemeindeverzeichnis/Administrativ/04-kreise.html. {{استشهاد ويب}}: |url= بحاجة لعنوان (مساعدة) والوسيط |title= غير موجود أو فارغ (من ويكي بيانات) (مساعدة)
4. ↑  المُدن التَّوأَم © الصّفحة الرّسميّة لمَدِينة رُوزِنّهَايِم (باللُّغَةُ الألمانِيّة). اُطُّلِع علَيه بِتَارِيخ 27 أُغُسطُس 2017م. نسخة محفوظة 08 2يناير7 على موقع واي باك مشين.

## وُصلات خارجيّة
- الصّفحة الرّسميّة لمَدِينة رُوزِنّهَايِم (باللُّغَةُ الألمانِيّة).